# HD 99264
HD 99264，又名CP-71 1248，SAO 256834、HR 4406，是一颗恒星，视星等为5.59，位于銀經296.32，銀緯-10.51，其B1900.0坐标为赤經11h 20m 11.8s，赤緯-71° -10.51′ 26″。